# All God's Children Can Dance
Pour plus de détails, voir Fiche technique et Distribution.
All God's Children Can Dance est un film américain de Robert Logevall sorti en 2008. C'est l'adaptation d'une nouvelle de l'écrivain japonais Haruki Murakami, qui fait partie de l'ouvrage Après le tremblement de terre publié en 2000.
À sa sortie, le film fait partie de la sélection officielle en compétition lors du 34e festival du cinéma américain de Deauville.
Le film traite de la quête d'identité d'un jeune homme qui ne connaît pas son père.

## Synopsis
Kengo vit dans le quartier coréen de Los Angeles avec sa mère Evelyn. Il partage sa vie entre son travail peu motivant dans une boutique de photocopies et sa relation avec sa petite amie Sandra. Sa mère lui a répété pendant toute son enfance qu'il était le fils de Dieu. Il finit par apprendre que c'est un gynécologue qui l'a mise enceinte, avant de s'enfuir. L'homme a un signe distinctif : il a une oreille mutilée. Lorsque Kengo croise un jour un homme ayant cette particularité, il se met à le suivre à travers la ville.

## Fiche technique
- Titre original : All God's Children Can Dance
- Réalisation : Robert Logevall
- Scénario : Scott Coffey, Haruki Murakami
- Direction artistique : Charles Varga
- Décors : Jennifer Lukehart
- Costumes : Johnny Curtis Harris
- Photographie : Giorgio Scali, FotoKem (en)
- Montage : Mitchell Sinoway
- Musique : Dražen Bošnjak (en)
- Production : Anonymous Content, Sidney Kimmel Entertainment (en)
- Producteurs : John Benet, Steve Golin, Sidney Kimmel (en)
- Sociétés de distribution : European Film Partners, Nikkatsu
- Pays d'origine : États-Unis
- Langue : anglais
- Format : couleur
- Genre : Drame
- Durée : 85 minutes
- Date de sortie : 8 septembre 2008 (France)[2]

## Distribution
- Jason Lew : Kengo
- Joan Chen : Evelyn, la mère
- Sonja Kinski : Sandra, la petite amie
- Tzi Ma : Glen
- John Fleck : L'homme
- Evan Arnold (en) : voisin en colère
- Geoffrey Gould (en) : homme dans le train

## Critiques
Dans Libération, Gérard Lefort traite le film sur le ton de l'ironie, dans un article où la quête d'identité devient une « quéquette d'identité ».